# Neutrony epitermiczne
Neutrony epitermiczne – neutrony o energiach od 0,025 do 10 keV.
Folia kadmowa o grubości 1 mm absorbuje wszystkie neutrony termiczne, ale przepuszcza neutrony epitermiczne oraz prędkie. W typowym nieosłoniętym reaktorze, w przestrzeni napromieniowanej, neutrony epitermiczne stanowią około 2% wszystkich neutronów. Neutrony epitermiczne podobnie jak termiczne indukują na jądrze reakcję (n,γ). Reakcja ta wywołana przez neutrony epitermiczne, poprzez napromieniowanie nimi analizowanej próbki, znajdującej się w osłonie kadmowej, zwana jest ENAA (epithermal neutron activation analysis).